# 绳虫实
绳虫实（学名：Corispermum declinatum）是苋科虫实属的植物。分布于俄罗斯、蒙古以及中国大陆的山西、新疆、陕西、辽宁、河北、内蒙古、甘肃、河南等地，生长于海拔560米至3,200米的地区，常生于沙质荒地、田边、路旁和河滩中，目前尚未由人工引种栽培。

## 异名
- Corispermum declinatum Steph. ex Stev. var. tylocarpum (Hance) Tsien et C. G. Ma
- Corispermum tylocarpum Hance